# Palacio Condal de Oliva

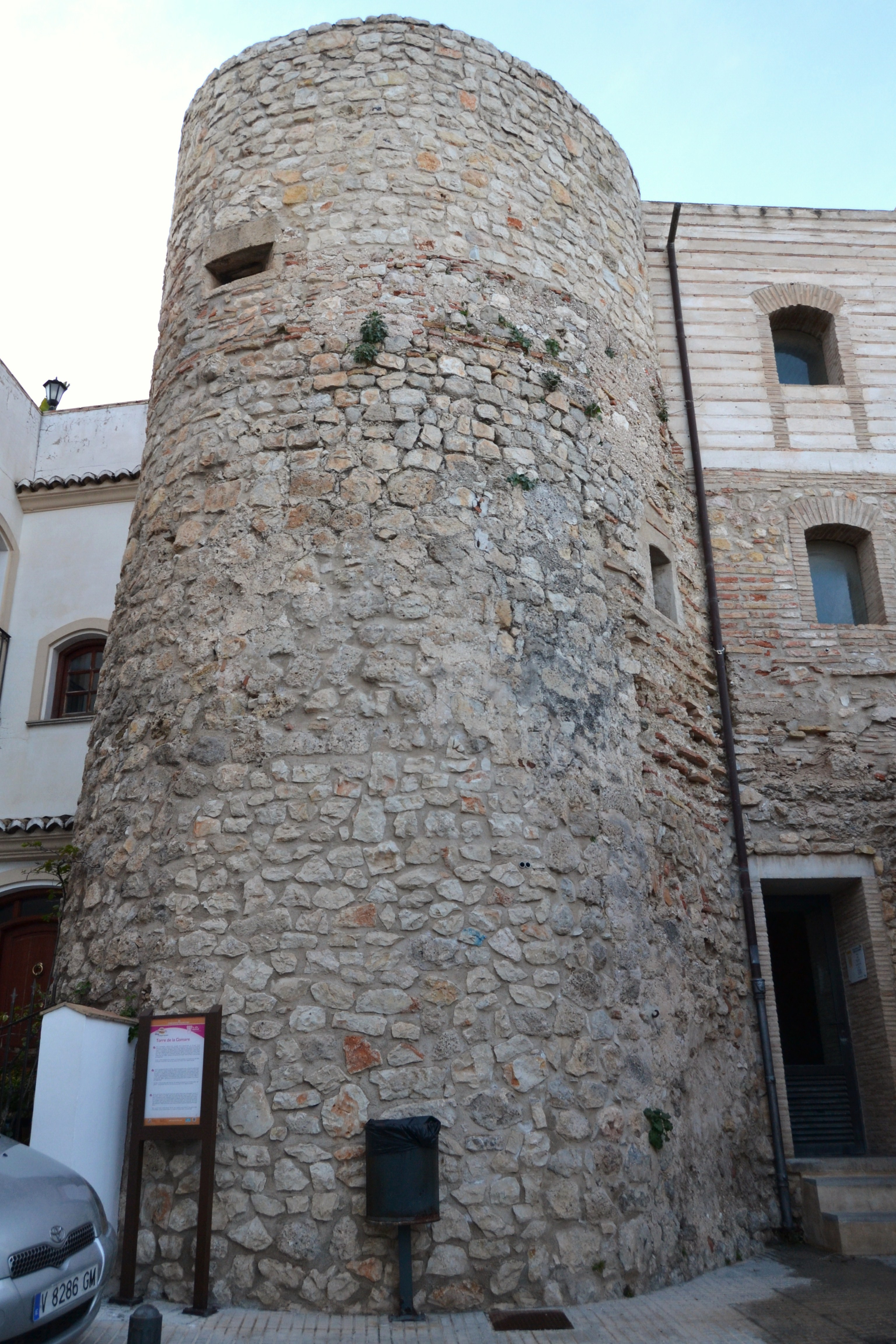
Torre de la Comare del Palacio condal de Oliva.

El palacio de los Condes de Oliva, en el municipio de Oliva, comarca de la Safor, provincia de Valencia, es un monumento declarado Bien de interés cultural, con número de anotación ministerial: R-I-51-0000181, y fecha de disposición 23 de julio de 1920.

## Descripción histórico-artística
El Palacio, del que actualmente solo quedan restos, se halla en la parte alta de la antigua villa amurallada, separado del arrabal por su cerramiento posterior el cual se extendía hacia el sudoeste, no quedando de estas murallas nada hoy en día. Aún se conservan las torres esquineras de la parte sur y algunos muros, así como una ventana geminada en el número siete de la calle Virgen del Carmen. El antiguo recinto señorial está atravesado de norte a sur por la calle Palau, que conecta lo que fue el centro representativo de la villa en la Edad Media, con la calle de las Torres.

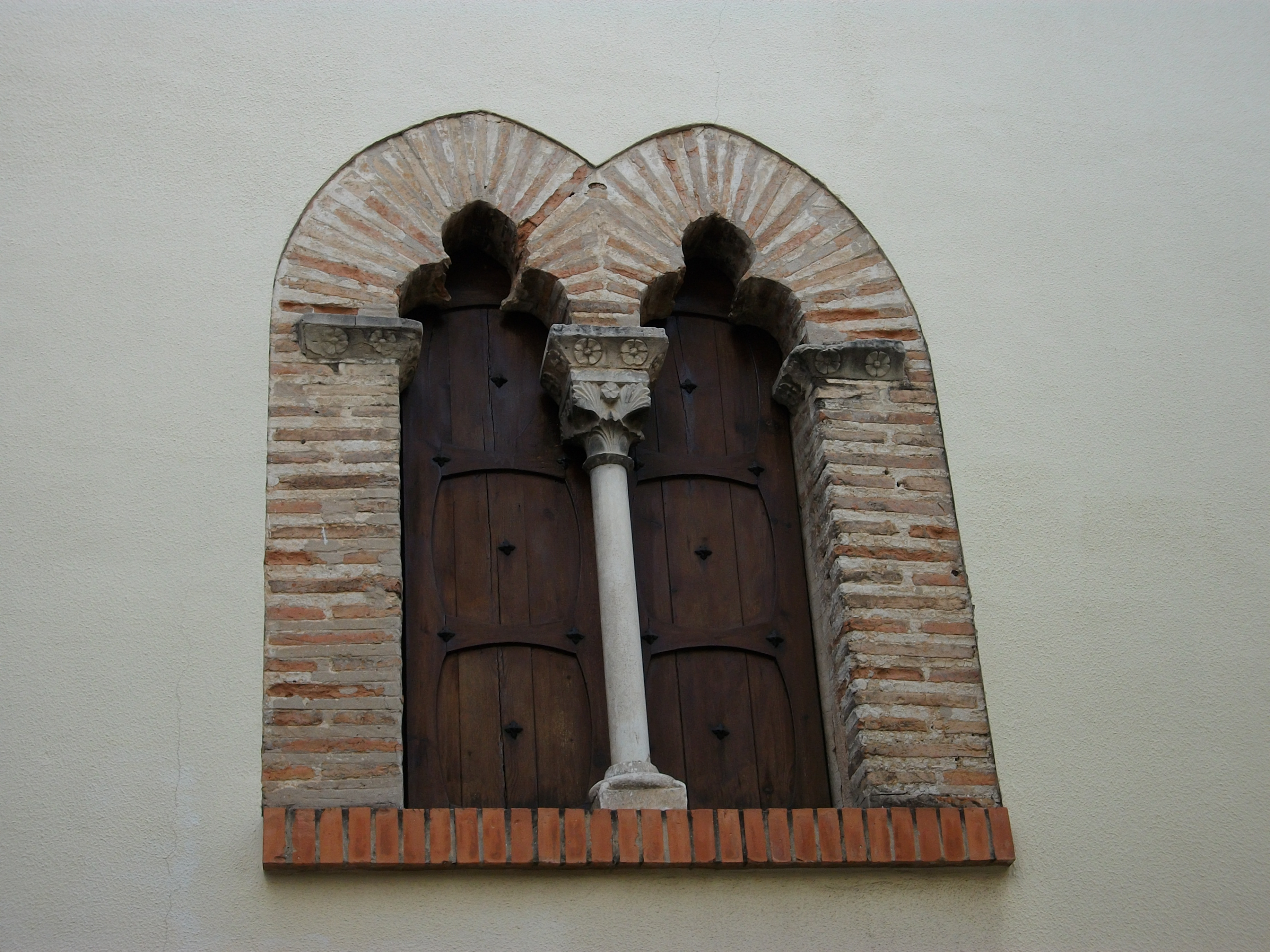
Ventana del palacio.

Se trataba de un edificio típico de la transición del gótico al renacimiento, de planta cuadrada con torres circulares en sus cuatro esquinas. Construido a base de mampostería y ladrillo, poseía planta baja abovedada, patio central al que se accedía por el portal de entrada en el lado norte, y estancias bellamente ornamentadas. Fue edificado en los siglos XV y XVI, no se conoce la fecha exacta de construcción, alcanzando su aspecto definitivo con Francesc de Centelles, III conde de Oliva, al mismo tiempo que se refortificaron el castillo de Santa Ana y las murallas esto es, a principios del siglo XVI.
Hay documentos que acreditan que tenía una planta baja abovedada y la sala de armas (con una rica decoración renacentista; con friso pintado al temple sobre placas de ladrillo, conservándose parte del mismo, así como restos de la techumbre, en Nueva York, en la Hispanic Society of America), en el primer piso. Destacaba la cubierta con vigas de madera y bovedillas de ladrillo y yeso, decorada con motivos floreados, ángeles y medallones con dorados y colores verdes, marrones y negro. Las paredes estaban encaladas con las aberturas ricamente decoradas. Era también destacable la galería con columnas de mármol y bóvedas góticas, algunos restos se conservan en la Iglesia de Santa María la Mayor.
El palacio era propiedad de la familia Centelles, pasando posteriormente a manos de los duques de Gandía, a cuyo linaje llegó cuando por matrimonio se unieron ambas familias. Luego, igualmente por matrimonio, al linaje de la Casa de Pimentel y de aquel, también mediante casamiento, pasó a los Osuna, quienes en 1871, ya muy deteriorado, lo vendieron a dos comerciantes locales que lo desmantelaron para venderlo a su vez a un anticuario danés (Egil Fischer) y a la Hispanic Society of America, acabando en Copenhague y Nueva York gran parte de sus elementos. El expolio fue detenido en parte al declararlo Monumento Nacional en 1920. 
Desafortunadamente, el deterioro era ya irreversible y el largo periodo de abandono, unido a los desastres de la Guerra Civil, hicieron que el Ayuntamiento lo declarara en ruina, procediendo a su derribo total y conservándose tan solo algunas piezas en el Museo Arqueológico de Oliva. El friso de la sala de armas fue subastado en 1980 en Londres. El único elemento estructural que ha llegado hasta nosotros es la torre conocida como "El Torrejón" o "Torre de la Comare", llamada así por la calle donde se encuentra, una de las cuatro torres cantoneras del palacio original, concretamente la de la esquina suroeste, que aún conserva un pequeño tramo de muralla adosado. El torreón, de planta circular y tres pisos unidos por escalera de caracol, ha sido declarado BIC y, restaurado en 1999, alberga una exposición sobre el monumento.